# Garphyttan
Garphyttan est une localité de Suède située près d'Örebro. Sur son territoire se trouve le parc national de Garphyttan.